# Italo Balbo
Italo Balbo (Ferrara, 6 juni 1896 - Tobroek, 28 juni 1940) was een Italiaans fascist. 
Al voor de machtsovername van Benito Mussolini, was hij lid van de fascistische partij en nam deel aan de vervolging van socialisten en communisten. 
In 1926 werd hij door Mussolini benoemd tot staatssecretaris voor luchtvaartzaken. Hij had toen nog geen verstand van luchtvaart, dus volgde een spoedcursus tot piloot. Hij werd vervolgens in 1929 minister van luchtvaart. 
In 1933 vloog hij van Rome naar New York. In Chicago werd een straat naar hem genoemd. In Italië werd hij door Mussolini benoemd tot maarschalk luchtvaartzaken. 
In 1934 werd hij gouverneur van Italiaans-Libië waar hij zich inzette voor verbetering van de infrastructuur en hij hoopte dat meer Italianen zich daar zouden vestigen.
Als het enige vooraanstaande lid van het fascistische regime sprak Balbo zich in 1938 uit tegen de anti-Joodse wetten. Toen de Tweede Wereldoorlog uitbrak, keerde hij zich tegen een verbond tussen Mussolini en Adolf Hitler. 
Balbo werd op 28 juni 1940 door Italiaans afweergeschut met zijn vliegtuig neergeschoten boven Tobroek in Libië en kwam daarbij om het leven.

## Onderscheidingen
- Gouden medaille voor Dapperheid in 1940[1]
- Zilveren medaille voor Dapperheid op 27 oktober 1918 en juli-augustus 1918
- Bronzen medaille voor Dapperheid op 27-31 oktober 1918
- Grootkruis in de Orde van Sint-Mauritius en Sint-Lazarus
- Grootkruis in de Orde van de Italiaanse Kroon
- Grootkruis in de Koloniale Orde van de Ster van Italië
- Grootkruis in de Orde van Pius
- Overwinningsmedaille (Italië)
- Oorlogskruis (Italië)
- Herinneringsmedaille voor de Italiaanse-Turkse oorlog 1911-1912
- Herinneringsmedaille van de Italiaanse-Oostenrijkse Oorlog 1915-1918
- Herinneringsmedaille van de Eenheid van Italië
- Medaille van Verdienste voor de Vrijwilligers van de Italiaanse-Oostenrijkse oorlog 1915-1918
- Herinneringsmedaille van de Mars naar Rome
- Medaglia commemorativa della spedizione di Fiume
- Medaglia commemorativa della Crociera aerea del Decennale
- Herinneringsmedaille van de militaire operaties in Oost-Afrika
- Herinneringsmedaille
- Medaglia d'oro al merito della Croce Rossa Italiana
- Croce di anzianità di servizio nella Milizia Volontaria Sicurezza Nazionale
- Gezamenlijke Piloot-Observatiebadge in Goud met Diamanten
- Distinguished Flying Cross (Verenigde Staten)
- Harmon Trophy in 1931